# Luc Leenknegt
Luc Leenknegt (Hulst, 20 februari 1962) is een Nederlandse beeldhouwer.

## Leven en werk
Leenknegt ging op zijn achttiende het huis uit en begon aan een opleiding aan de Koninklijke Academie voor Kunst en Vormgeving in 's-Hertogenbosch, die hij in 1984 afmaakte. In 1990 verhuisde hij naar Groningen.
Leenknegt werkt veel met ijzer, dat hij verhit in een smeedvuur en dan bewerkt met hamers en mallen. Hij werkt ook veel met hout. Zijn werk is meestal half abstract. Vorm, werkwijze en materiaal worden, aldus Leerknegt, bepaald door het onderwerp.

## Galerij

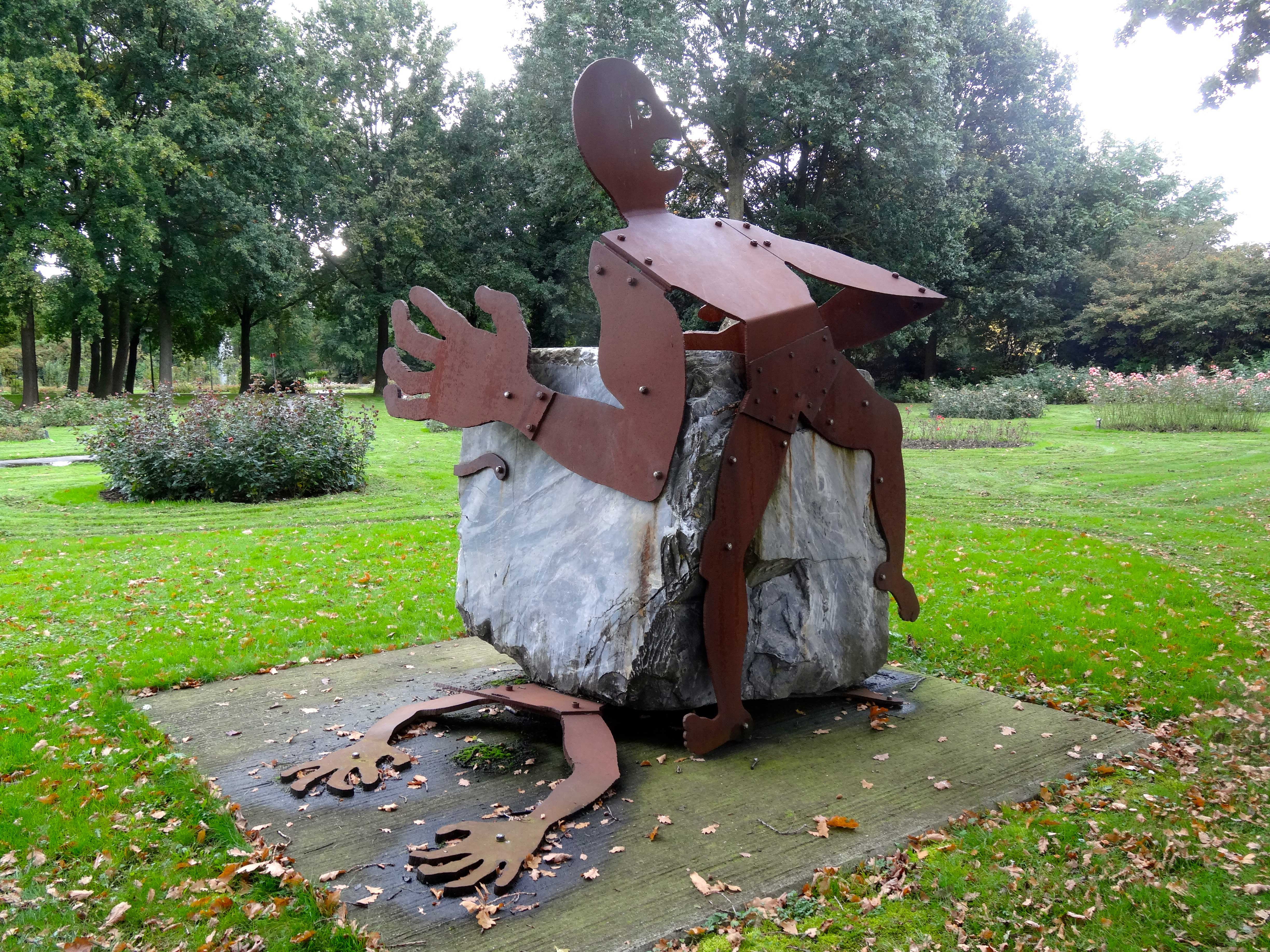
Help (2013), Rosarium, Winschoten
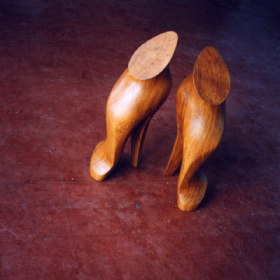
Eik, 32 x 80 cm